# Alphonse Lacroix
Alphonse Albert „Frenchy” Lacroix (ur. 21 października 1898 w Newton, zm. 12 kwietnia 1973 w Lewiston) – amerykański hokeista (bramkarz). W 1924 roku na zimowych igrzyskach olimpijskich w Chamonix zdobył srebrny medal. W sezonie 1925/1926 występował w NHL w zespole Montreal Canadiens.